# Krasnosselski
Krasnosselski (russe : Красносельский район) est un arrondissement du centre de Moscou, situé au nord-est du district administratif central. 
Une grande partie du territoire du district est occupé par des emprises ferroviaires, un dépôt de locomotives, et les trois gares de la place Komsomolskaïa. En outre, il contient un secteur étroit du centre de Moscou, s'étendant vers le nord-est de la place Loubianka aux limites de la place Myasnitskaïa et la rue Bolchaïa Loubianka. Cependant, le célèbre bâtiment Loubianka dépend techniquement du district de Mechtchanski.
La frontière entre les districts de Krasnosselski et le sud de Basmanny traverse la place Rouge et rue Novaïa Basmannaïa, ainsi le district de Krasnosselski contient la bordure nord de la Sloboda historique de Basmannaïa, y compris l'église de Saints-Pierre-et-Paul (ru), construite en 1705-1723 sur un projet de Pierre Ier.